# Foppingadreefbrug
De Foppingadreefbrug (brug 1008) is een bouwkundig kunstwerk in Amsterdam-Zuidoost.
De brug maakt deel uit van een soort ringweg rond de Bijlmermeer. Deze wordt gevormd door de Foppingadreef, de Bijlmerdreef, de 's-Gravendijkdreef en de Karspeldreef. Die wegen liggen in een rechthoek met afgeronde hoeken. Deze brug ligt net ten zuiden van de plek waar de Foppingadreef overgaat in de Bijlmerdreef.

## Versie 1
Op de tekentafel van dit viaduct was er echter nog geen sprake van namen voor wegen; er wordt alleen genoteerd “in de Bijlmermeer”. Aan architect Dirk Sterenberg met de Dienst der Publieke Werken werd de opdracht verleend voor zogenaamde korte (zonder brugpijlers) en lange (brugpijlers) viaducten, die allemaal uitgaan van dezelfde basis. Ze liggen allemaal keurig genummerd op rij, maar in de loop der jaren verdween er een aantal. Brug 1008 ligt er ook in de 21e eeuw nog, maar is dan al minstens twee keer vernieuwd. Het oorspronkelijk ontwerp komt uit 1966. Dit viaduct was een van de langere; de bouwtekening geeft een lengte van 56 meter, waarbij er eigenlijk vier series brugpijlers nodig waren; onder de overspanning staan er twee series; in de landhoofden zijn de andere twee series te vinden. De bruggen hebben eenzelfde uiterlijk met dezelfde typen keerwanden, betegeling van talud, brugleuningen en afgeronde randplaten, etc.
Zo zou de brug er echter niet lang uitzien. Al tijdens de bouw van Het Zandkasteel van de Nederlandse Middenstands Bank werd het oostelijk deel van het viaduct afgebroken om de bouw daarvan mogelijk te maken (circa 1984-1987). Ook bij de bouw van het tegenoverliggende gebouw daarvan Nieuw-Amsterdam zou er ingegrepen zijn.

## Versie 2
Rond 2001 gaf de gemeente Amsterdam toestemming aan ING Vastgoed om tussen Het Zandkasteel en Nieuw Amsterdam Gebouw een aantal winkelunits te bouwen, mits in dat project ook een nieuw viaduct geprojecteerd werd. ING Vastgoed had voor die nieuwbouw Quist Wintermans Architekten aan de Westerstraat in Rotterdam een ontwerp gevraagd. Het oude werk van Sterenberg werd afgebroken en in plaats van brugpijlers kwamen er twee winkelunits waarop de overspanning rust; twee serie pijlers dragen de brug en de glaswanden van de winkels). Dit betekende wel dat de strikt horizontale Sterenbergbrug een flauwe welving met zich mee kreeg.

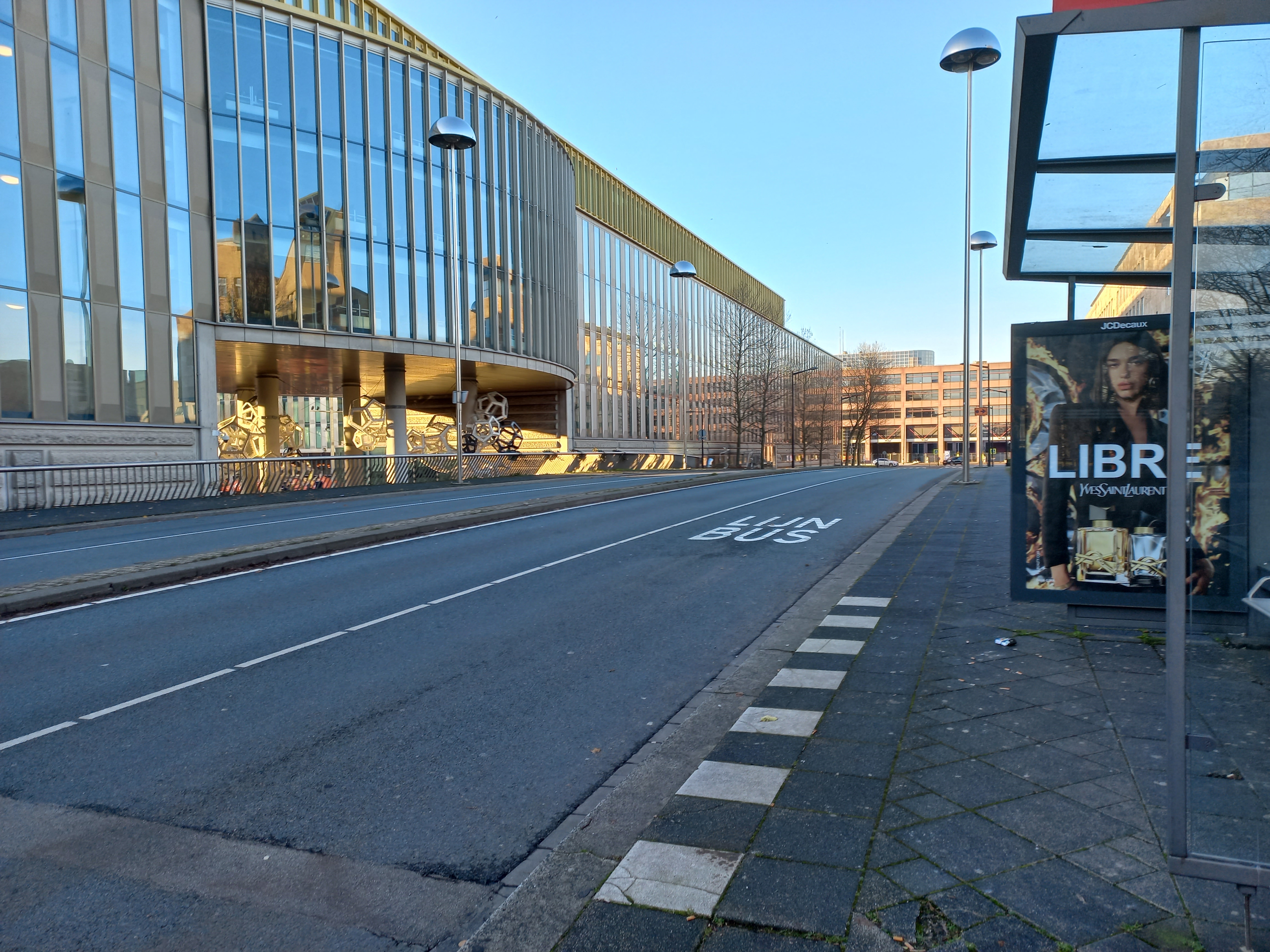
Bovendek Foppingadreefbrug; links Nieuw Amsterdam (december 2023)

<<< · 1000 · 1001 · 1002 · 1003 · 1004 · 1005 · 1006 · 1007 · 1008 · 1009 · 1010 · 1011 · 1012 · 1013 · 1014 · 1018 · 1028 · 1029 · 1030 · 1032 · 1033 · 1034 · 1035 · 1036 · 1037 · 1038 · 1039 · 1040 · 1041 · 1044 · 1045 · 1046 · 1048 · 1049 · 1050 · 1051 · 1062 · 1063 · 1064 · 1065 · 1066 · 1067 · 1076 · 1077 · 1078 · 1083 · 1090 · 1092 · 1093 · 1094 · 1095 · 1096 · 1097 · 1098 · 1099 · >>>
Brugnummers  1015, 1016, 1017, 1019, 1020, 1021, 1022, 1023, 1024, 1025, 1026, 1027, 1031, 1042, 1043, 1047, 1052/1053 (niet gebouwd), 1054, 1055, 1056, 1057, 1058, 1059, 1060, 1061, 1068, 1069-1075, 1079, 1080, 1081, 1082, 1084-1088, 1089 en 1091 (onbekend) zijn niet meer vergeven. De meesten daarvan zijn gesloopt in verband met sanering Zuidoost. Alle bruggen lagen en liggen in Zuidoost behalve bruggen 1000 en 1002.